# No. 11 Group RAF

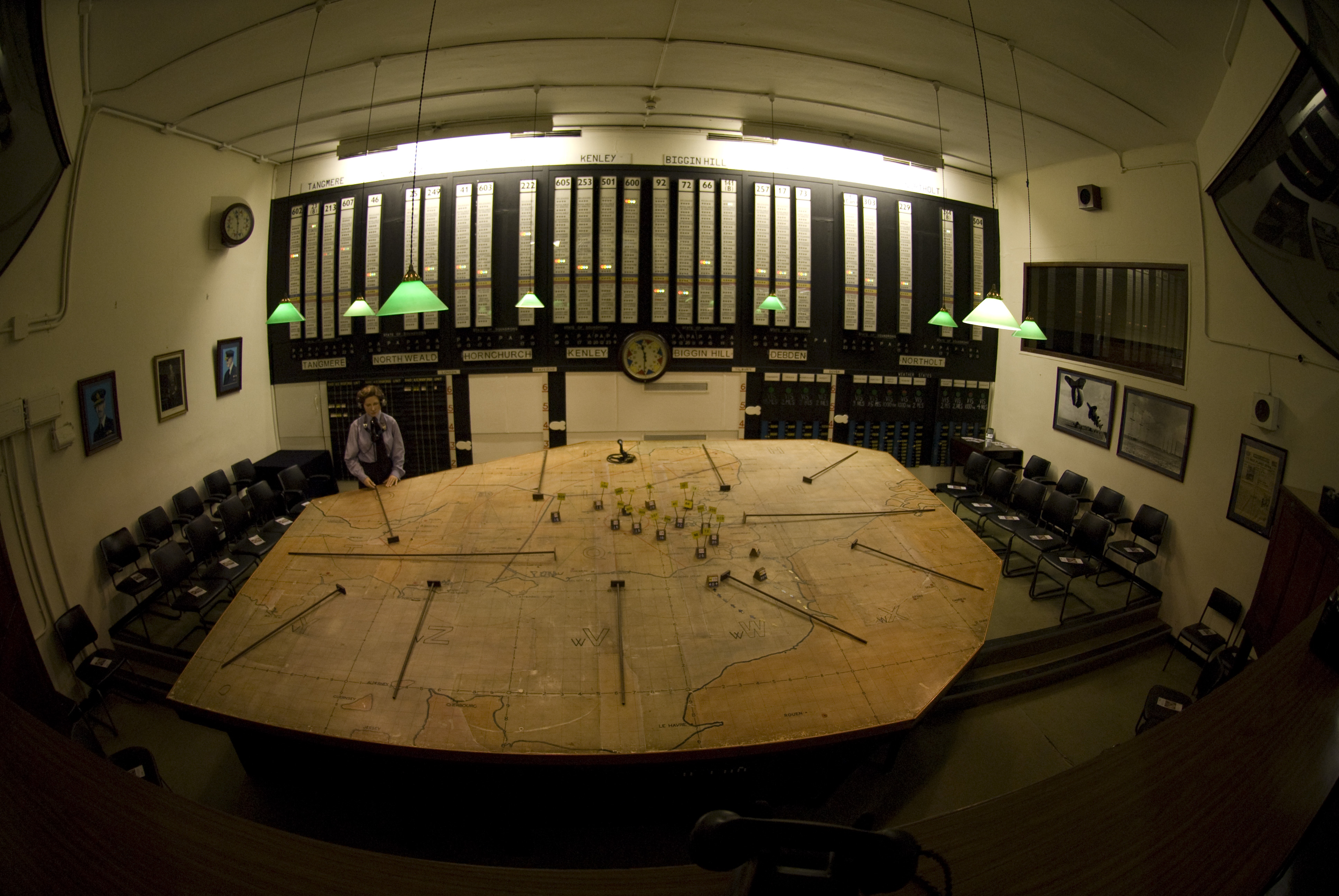
La salle de commandement du 11e groupe dans le « bunker de la bataille d'Angleterre » à la RAF Uxbridge.

Le No. 11 Group est un groupe de la Royal Air Force (RAF).
Formé pour la première fois en 1918, il est dissous puis reformé plusieurs fois au cours du XXe siècle. Dernièrement, il est reformé à nouveau en 2018 et est toujours actif.
Il est notamment célèbre pour avoir défendu Londres et le sud-est du Royaume-Uni en 1940 lors de la bataille d'Angleterre pendant la Seconde Guerre mondiale.

## Commandants
- 1936 : Philip Joubert de la Ferté